# قره‌احمدلی (یورغیر)
قره‌احمدلی (به ترکی استانبولی: Karaahmetli) یک منطقهٔ مسکونی در ترکیه است که در یورغیر واقع شده‌است.